# Votomita orinocensis
Votomita orinocensis är en tvåhjärtbladig växtart som beskrevs av Thomas Morley. Votomita orinocensis ingår i släktet Votomita och familjen Melastomataceae.
Artens utbredningsområde är Venezuela. Inga underarter finns listade i Catalogue of Life.